# Caleb Followill

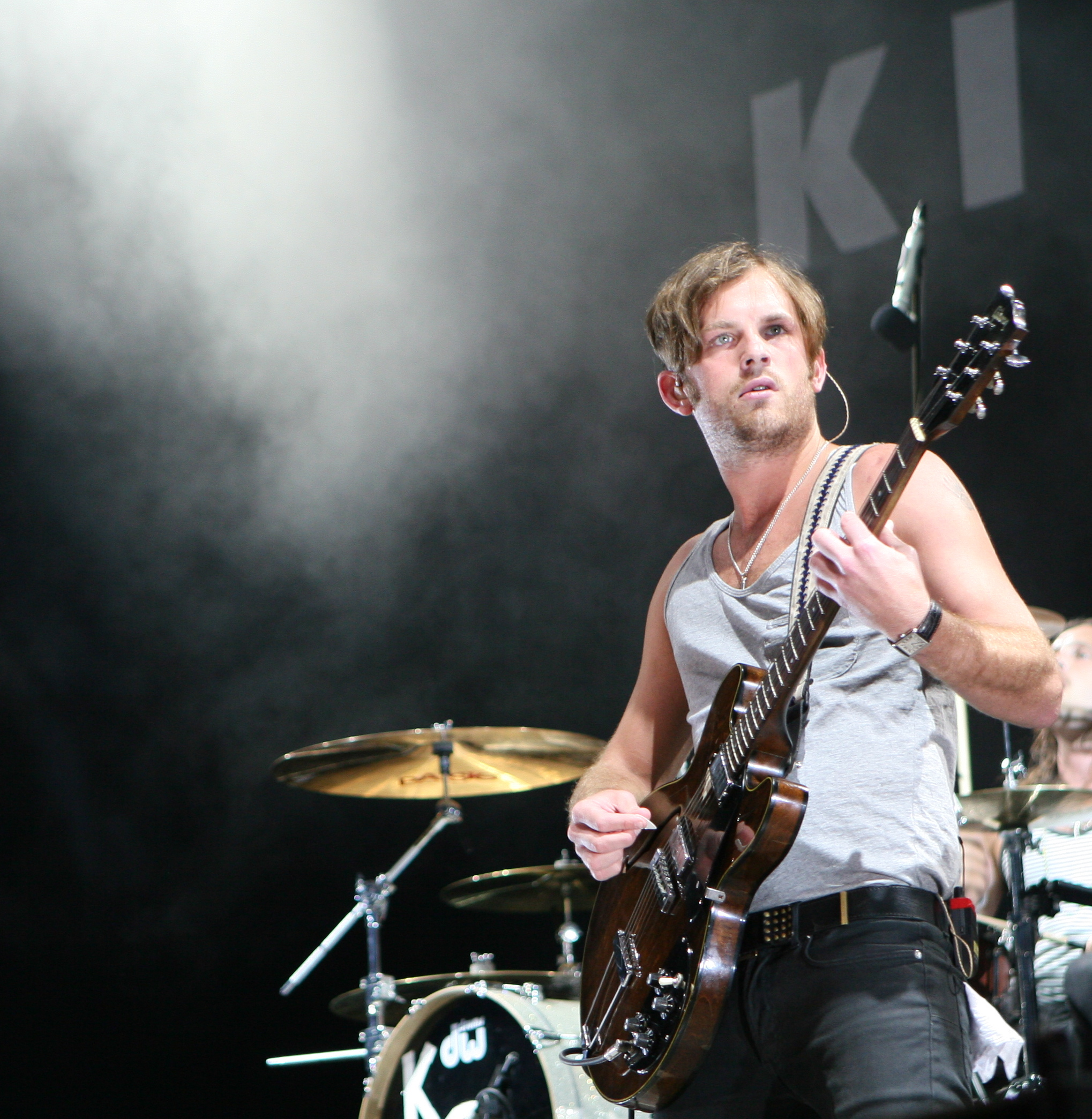
Caleb tijdens een optreden.

Anthony Caleb Followill (Mount Juliet, Tennessee, 14 januari 1982) kortweg bekend als Caleb Followill, is de frontzanger en gitarist van de Grammy Award-winnende Amerikaanse alternatieve-rockband Kings of Leon. Hij is de broer van medebandgenoten, basgitarist Jared Followill, drummer Nathan Followill en een neef van hoofdgitarist Matthew Followill.
Caleb is de zoon van Betty-Ann en Ivan Leon Followill, een pinkster-evangelist, die in Calebs jeugdjaren vaak rondtrok in het zuiden met het gezin om het geloof te prediken. Terwijl zijn oudere broer Nathan het drummen beoefende in de kerk, leerde Caleb gitaar spelen. Al gauw daarna begonnen de broers met het schrijven van eigen nummers.
Caleb is getrouwd met model Lily Aldridge, met wie hij kort verschijnt in de videoclip Use Somebody. Ze hebben samen een dochter en een zoon.
- CiNii: DA18020595
- Gemeinsame Normdatei: 135327725
- International Standard Name Identifier: 0000 0000 8159 8921
- Library of Congress Control Number: n2010044389
- MusicBrainz: 2d0b432c-d5fd-43e7-aa7f-4640d835c71b
- Virtual International Authority File: 80111545
- WorldCat: E39PBJtrYDRJTPyF4RwDRYmDbd